# Alicudi
Alicudi (it) é a mais ocidental das sete ilhas que compõem as Ilhas Eólias, arquipélag de oito ilhas, uma cadeia de ilhas vulcânicas situados ao norte da Sicília. A ilha fica a cerca de 40 km a oeste de Lipara, tem uma área total de 5,2|km², sendo circular.

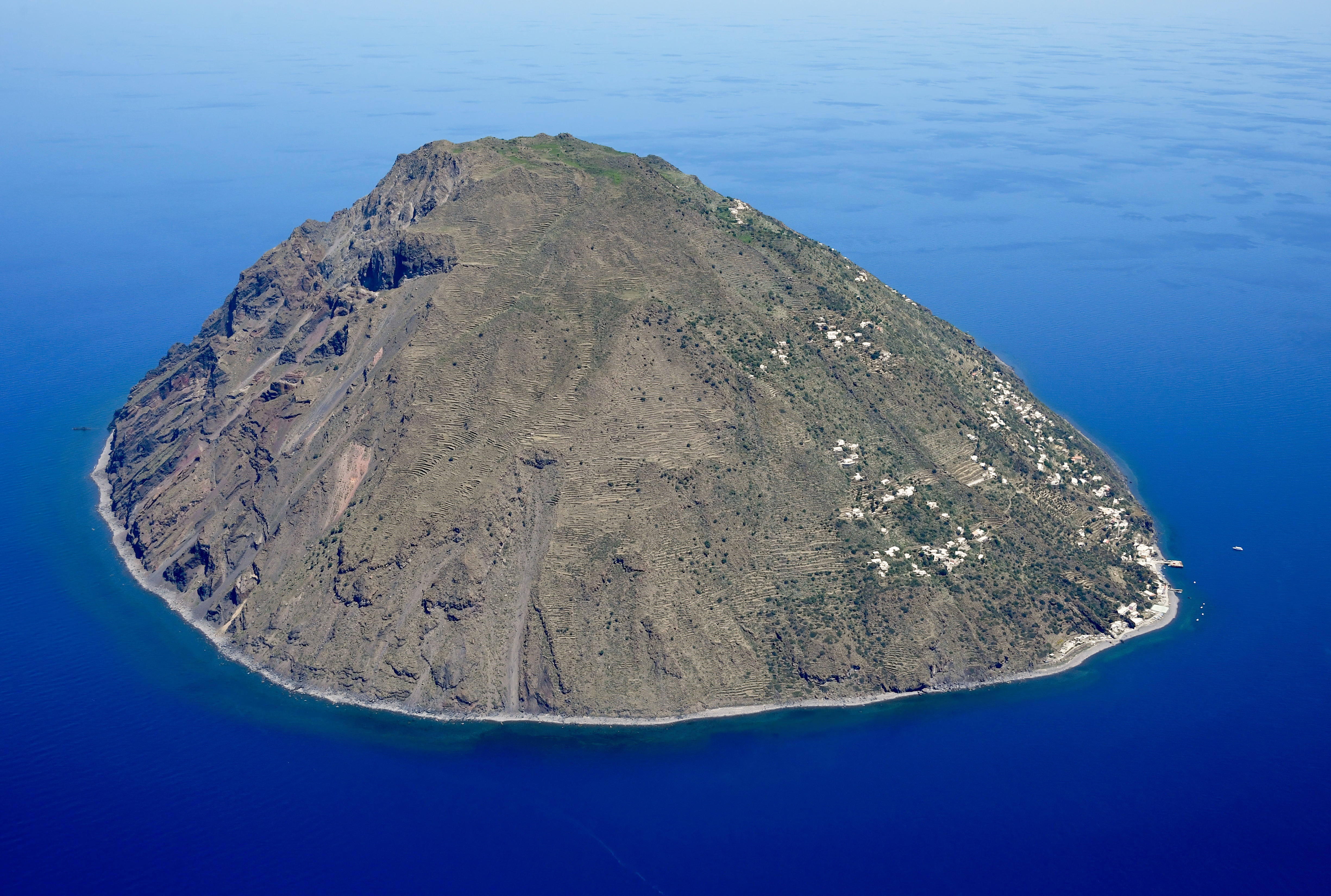
Vista aérea (pelo sul) de Alicudi)

## História
A ilha foi formada pelo extinto vulcão Montagnola, há cerca de 150.000 anos. Foi sugerido que o último ato evolutivo da ilha ocorrera há apenas 27.000 anos.
A ilha foi povoada pela primeira vez no século XVII a.C., já que algumas evidências arqueológicas desse período foram encontradas. Fragmentos de cerâmica romana, datados de muitos séculos depois, podem ser encontrados na costa leste da ilha. O nome moderno de "Alicudi" é descendente do nome grego antigo da ilha de Ἐρείκουσα Ereikousa, derivado de Érica (urze) crescendo nas encostas da ilha. Por muitos séculos, Alicudi foi alvo de incursões frequentes de pirata. Consequentemente, a população da ilha foi forçada a encontrar abrigo em pequenas casas construídas em terraços altos e também significou que a agricultura simples e o cultivo do pêssego eram as bases da modesta economia da ilha.
Em tempos mais recentes, a ilha tornou-se conhecida pelas suas alegadas bruxas e feiticeiros, cuja explicação passou a ser atribuída ao ergotismo nos alimentos locais à base de cereais que, devido à escassez, eram consumidos independentemente da infecção fúngica esporão-do-centeio.
Em 1807, o rei Fernando IV criou o título de Conde de Alicudi em favor do diplomata espanhol Alonso de Rivero. 

## Demografia
Hoje, há cerca de 120 habitantes que vivem principalmente da pesca ou da pequena agricultura da ilha. Há apenas um restaurante na ilha e o menu depende muito dos peixes que os pescadores locais capturaram ou dos suprimentos de alimentos que o hidrofólio traz.
Mais remota ilha do arquipélago das Eólias, ao norte da Sicília, a italiana Alicudi tem uma reputação curiosa: ela é uma espécie de lar natural do ácido lisérgico, a droga alucinógena conhecida como LSD.